# Carretera Costanera (Nicaragua)
La Carretera Costanera es un proyecto estratégico de infraestructura vial en Nicaragua que busca conectar los departamentos del litoral pacífico del país, desde Puerto Morazán (departamento de Chinandega) hasta Potosí, atravesando municipios como El Viejo, San Juan del Sur, Tola, Masachapa, Poneloya y otras comunidades costeras. Con una longitud proyectada de aproximadamente 407 kilómetros, la vía está diseñada para impulsar el desarrollo turístico, pesquero y comercial a lo largo de la costa del océano Pacífico.
La carretera contempla su ejecución en tres fases principales. La primera, en curso desde 2021, abarca un tramo de 119 kilómetros desde El Naranjo (municipio fronterizo en el departamento de Rivas) hasta Masachapa (municipio costero del departamento de Managua). A junio de 2025, el proyecto registra un avance físico superior al 55 %, con más de 57 km habilitados y la construcción de al menos 27 puentes y 257 obras de drenaje, incluyendo el puente “Gaspar García Laviana” en San Juan del Sur.
La segunda fase comprende aproximadamente 97 kilómetros, entre Masachapa y Poneloya (departamento de León), y fue anunciada en diciembre de 2024 con un préstamo de más de 2 123 millones de yuanes por parte de la República Popular China. Esta etapa será ejecutada por la empresa China State Construction Engineering Corporation (CSCEC) .
Finalmente, la tercera fase proyectada ampliará la carretera desde Poneloya hasta Potosí, cerrando el circuito costero del Pacífico nicaragüense. El trazado completo permitirá el acceso directo a más de 60 playas del país y facilitará la conectividad entre comunidades históricamente aisladas, al mismo tiempo que promueve actividades económicas claves como el turismo, la pesca y el comercio regional.

## Fases y tramos
- Fase I (≈119 km): Puerto Morazán – Masachapa. Incluye los primeros 58 km (El Naranjo – Brito), con 27 puentes y 257 alcantarillas construidas[4]
- Fase II (≈97 km): Masachapa – Poneloya; financiada con crédito chino, en 2 subtramos de 49.5 km y 47.2 km .
- Fase III (≈191 km): Poneloya – Potosí, completando una ruta total de ~407 km a lo largo de toda la costa pacífica .

## Conexiones con rutas NIC/NN
| Escudo | km aprox. | Detalles                                                                       |
| ------ | --------- | ------------------------------------------------------------------------------ |
| NN 1   | 0–18.5    | Desde Puerto Morazán conecta con Chinandega vía Puerto-Morazán (NN‑1: 18.5 km) |
| NN 5   | ~18.5     | En Paso Caballos une Corinto–Puerto; acceso costero (8.9 km)                   |
| NN 4   | ~20–40    | Conecta El Viejo–Jiquilillo (21.8 km)                                          |
| NN 7   | ~40–50    | Enlace costeño Santa Marta–Jiquilillo (6.23 km)                                |
| NN 264 | ~50–60    | Empalme Aposentillo–Aserradores (8.7 km)                                       |
| NIC 12 | ~119      | En Masachapa enlace con vía nacional a Managua                                 |
| NIC 1  | ~216      | En Poneloya se conecta con Panamericana (NIC‑1) hacia León y Managua           |
| NIC 2  | ~216      | En Poneloya acceso a San Carlos y Río San Juan                                 |

Nota: km son referenciales.

## Municipios atravesados (km aprox.)
| km                               | Municipio / localidad                                   | Departamento            |
| -------------------------------- | ------------------------------------------------------- | ----------------------- |
| 0–18.5                           | Puerto Morazán, Paso Caballos, Chinandega               | Chinandega              |
| 18.5–60                          | El Viejo, Jiquilillo, Aserradores, Mechapa, Venecia     | Chinandega              |
| 60–119                           | El Naranjo, San Juan del Sur, Tola, Tupilapa, Masachapa | Rivas / Rivas / Managua |
| 119–216                          | Masachapa – Poneloya, León ciudad                       | Managua / León          |
| 216–407                          | Poneloya – Potosí (Chinandega)                          | León / Chinandega       |
| Longitud total estimada: ~407 km |                                                         |                         |